# Черусти
Че́русти — посёлок городского типа в Московской области России. Входит в состав городского округа Шатура (до 2017 года — Шатурского района).
Население — 3523 человек (2024).
Посёлок расположен в Мещёре, в 156 км к востоку от Москвы и 29 км от районного центра — Шатуры, на границе с Владимирской областью. Железнодорожная станция «южного» направления Транссибирской магистрали.
Глава городского поселения — Аверина Анна Ивановна.
День посёлка — первые выходные августа.

## История
Посёлок был основан в 1911 году при станции на железнодорожной линии Люберцы — Арзамас. Название Черусти, возможно, происходит от диалектного слова чарус — «топкое зыбучее болото; непроходимое болотистое место».
Одновременно со станцией в Черустях было открыто паровозное депо. Предположительно до Октябрьской революции была построена железнодорожная ветка Черусти — Рошаль (к пороховому заводу), а в 1926 году — ветка к стекольному заводу в Уршеле. В 1935 году посёлку железнодорожников присвоен статус посёлка городского типа.
С 1960 года, когда был электрифицирован участок Люберцы — Черусти на станции Черусти производилась замена локомотивов у поездов дальнего следования. Но доведение в 1986 году электрификации до Вековки снизило значение станции Черусти и повлекло за собой реорганизацию локомотивного депо, ставшее филиалом ТЧ Куровское, а впоследствии полное его закрытие.
В 2006 году прошла газификация посёлка.
С 2006 до 2017 год входил в состав городского поселения Черусти Шатурского муниципального района.
В 2025 году рабочий посёлок преобразован в посёлок городского типа.

## Климат
Согласно климатическому районированию России, посёлок Черусти находится в атлантико-континентальной европейской (лесной) области умеренного климатического пояса.
Всемирная метеорологическая организация приняла решение о необходимости расчёта двух климатических норм: климатологической стандартной и опорной. Первая обновляется каждые десять лет, вторая охватывает период с 1961 г по 1990 г.
| Показатель                            | Янв. | Фев. | Март | Апр. | Май  | Июнь | Июль | Авг. | Сен. | Окт. | Нояб. | Дек. | Год |
| ------------------------------------- | ---- | ---- | ---- | ---- | ---- | ---- | ---- | ---- | ---- | ---- | ----- | ---- | --- |
| Средняя температура, °C               | −7,8 | −7,4 | −1,9 | 6,1  | 13,0 | 16,6 | 18,8 | 16,6 | 11,1 | 5,1  | −1,6  | −5,8 | 5,2 |
| Норма осадков, мм                     | 42   | 39   | 32   | 39   | 46   | 79   | 68   | 60   | 56   | 59   | 45    | 49   | 614 |
| Источник: ФГБУ «Гидрометцентр России» |      |      |      |      |      |      |      |      |      |      |       |      |     |

## Население
| 1926 |
| ---- |
| 1147 |

| 1939  | 1959  | 1970  | 1979  | 1989  | 2002  | 2006  |
| ----- | ----- | ----- | ----- | ----- | ----- | ----- |
| 6604  | ↗7970 | ↗8123 | ↘5571 | ↘3779 | ↘2891 | ↗2960 |
| 2009  | 2010  | 2012  | 2013  | 2014  | 2015  | 2016  |
| ↗3784 | ↘2862 | ↗2865 | ↗2888 | ↘2867 | ↘2855 | ↘2806 |
| 2017  | 2018  | 2019  | 2020  | 2021  | 2023  | 2024  |
| ↘2769 | ↘2693 | ↘2516 | ↘2382 | ↗3600 | ↘3552 | ↘3523 |

## Экономика

### Промышленность
- Основное предприятие посёлка — Черустинский ремонтно-механический завод (ОАО «Черусти») — производство грузоподъёмного оборудования, грузовых лифтов, оборудования мусоропроводов.
- ФГУ комбинат «Сосновка» Росрезерва.

### Транспорт

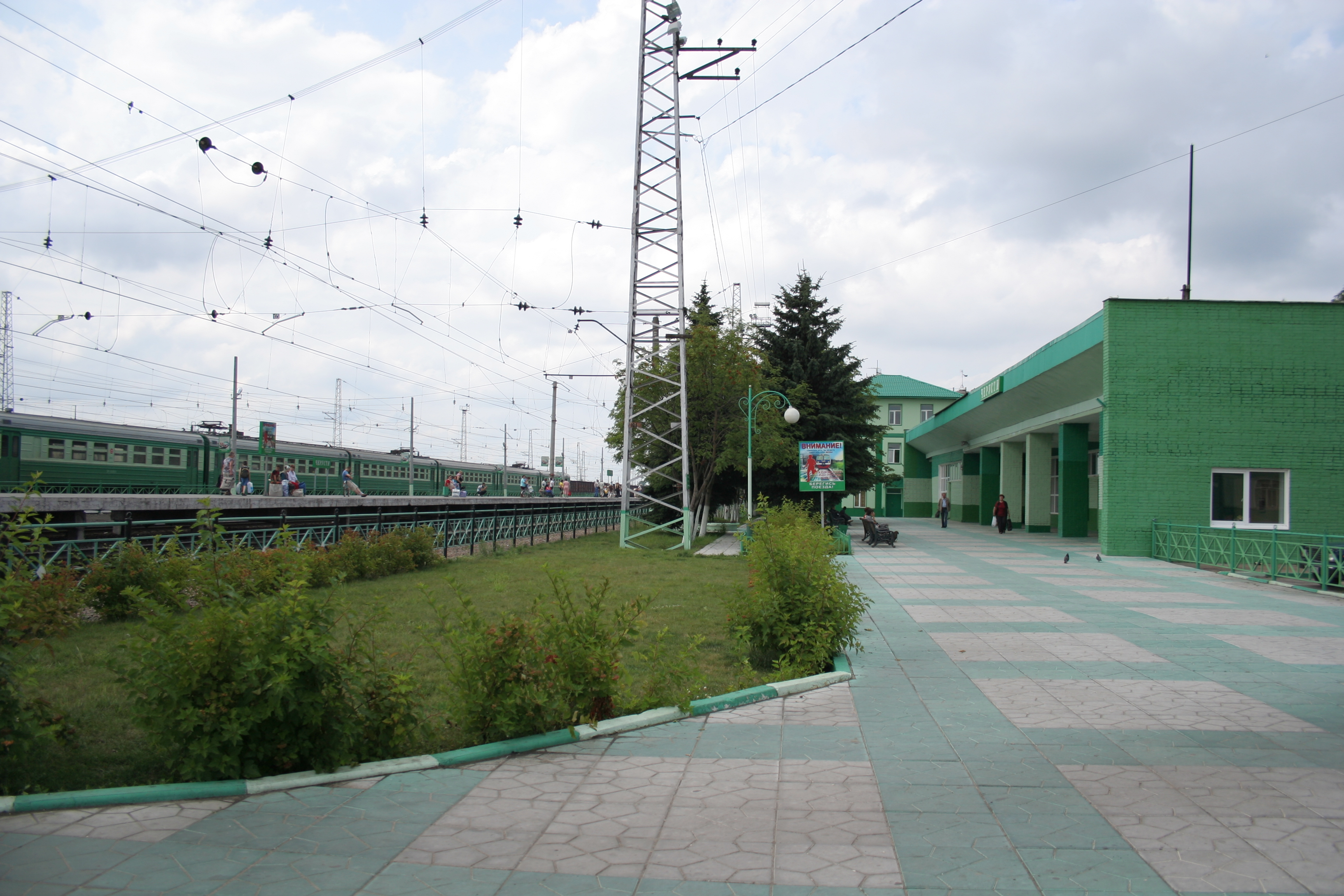
Станция Черусти

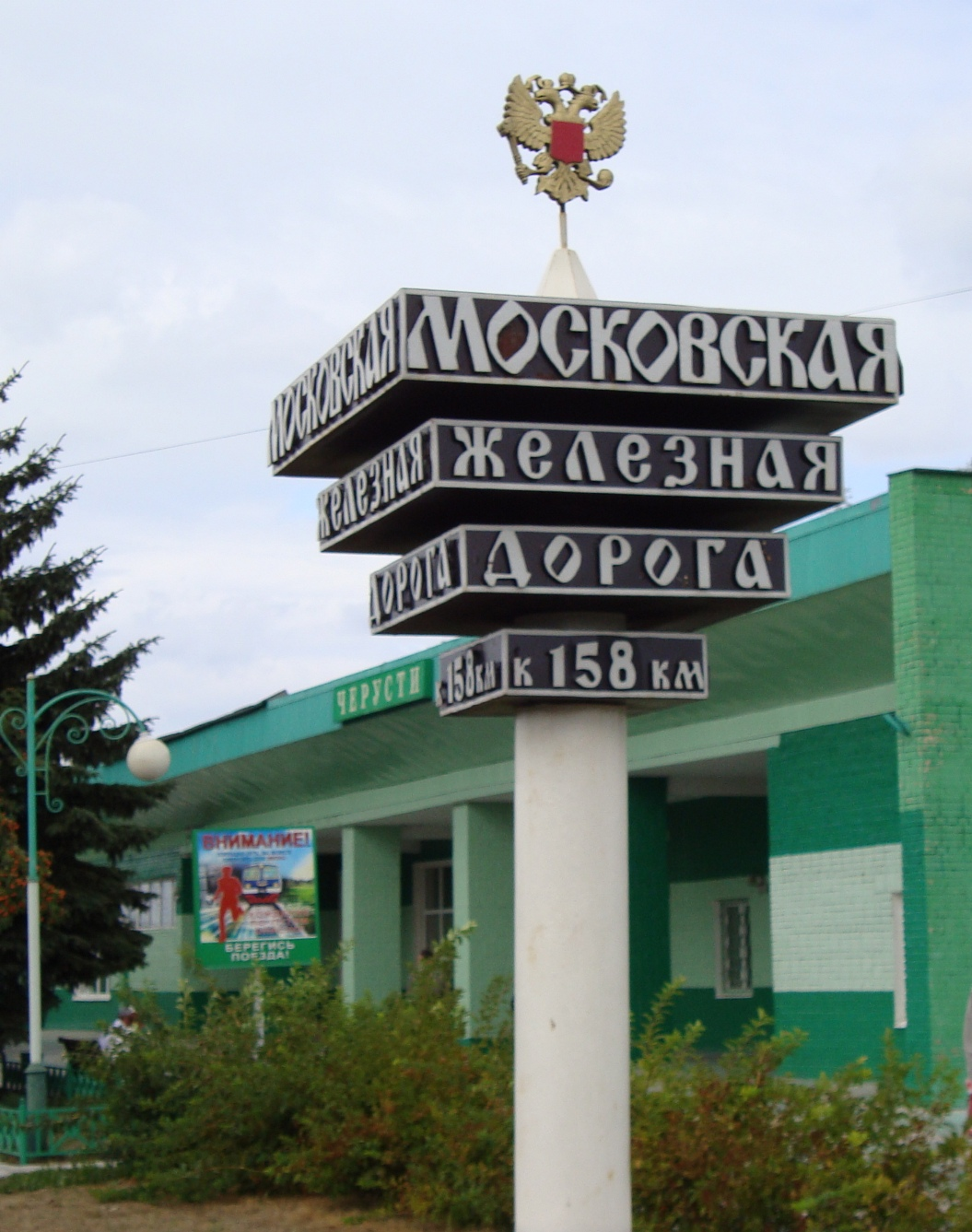
Черусти, столб-памятник

Станция Черусти — стыковой пункт Московской и Горьковской железных дорог, при этом сама станция принадлежит МЖД.
Ежедневно через станцию проходит не менее 15 пар электропоездов казанского направления от Москвы, для всех электропоездов станция является конечной. До 2013 года через станцию проходили 2 пары электропоездов Москва — Вековка, с 01.01.2013 они сокращены до Черустей. Время в пути от Казанского вокзала — от 2 часов 25 мин до 3 часов 15 мин. До Вековки в общей сложности 5 пар электропоездов, время в пути 1 час 5 минут.
Однопутные железнодорожные линии широкой колеи на Рошаль и Уршель всегда были ведомственными. Пассажирское сообщение до Рошаля осуществлялось от станции Примыкание-Черусти и было закрыто в 1996 году — параллельно железной дороге была построена автодорога и организованы автобусные перевозки. Пассажирское сообщение с Уршелем осуществлялась со станции Черусти (УМППЖТ)(или Черусти 2), но к 1993 или 1994 году смогли договориться с МЖД и начали приезжать на главную станцию Черусти, но проездили они так только год в ежедневном режиме, и потом год или меньше по выходным. Движение прекращено в 2007 году. На обеих ветках сохраняется грузовое движение.
Маршрутом № 34 Шатурского ПАТП (ГУП МО «Мострансавто») Черусти связаны с городом Рошаль.
Черусти (ОПРС SF) являются аэронавигационным ориентиром для гражданской авиации в восточной части московской воздушной зоны (МВЗ), а именно ориентиром коридора выхода для московских, и нескольких коридоров маршрутов транзитного пролёта через МВЗ.

### Энергетика
Электроэнергия в посёлок подается от линии Шатура — Гусь-Хрустальный 110 кВ с подстанции 110/10(6) кВ.

### Связь
Посёлок расположен в зоне охвата шатурского радиоретранслятора (участок № 3 Московской радиосистемы) — каналы центрального и местного телевидения (в том числе MMDS вещание) стационарный (RadioEthernet) доступ в интернет. Также доступ в интернет возможен при помощи мобильной (GSM) и спутниковой (DVB) связи.
Действуют сети следующих операторов мобильной связи: «Вымпелком» (GSM (BeeLine)), МТС (GSM), «МегаФон» (GSM)
В посёлке размещена метеорологическая станция
FM-радиовещание представлено следующими радиостанциями:
- 91,0 МГц «Серебряный дождь» (Ботино 0,5 кВт, 100 м)
- 91,4 МГц «Авторадио» (Ботино, 1 кВт) + РДС
- 101,5 МГц «Радио Алла» (Ботино, 1 кВт) + РДС
- 101,8 МГц «Дорожное радио» (Ново-Быково 4 кВт, 250 м) + РДС
- 104,6 МГц «Юмор FM» (Ботино, 0,5 кВт) + РДС
- 105,1 МГц «РТВ-Подмосковье» (Ботино, 1 кВт)
- 106,4 МГц «Дорожное радио» (Ботино, 0,25 кВт, 8 дБи, 175 м) + РДС

Черусти неофициально считаются «полюсом холода» столичного региона — под утро в ясную погоду летом и зимой температура здесь обычно на несколько градусов ниже, чем в Москве и остальной части Московской области. Это объясняется тем, что Черусти расположены в низменности и на крайнем востоке региона, на меридиане 40° восточной долготы, поэтому климат здесь отличается большей континентальностью, чем в остальной части Московской области. Период с отрицательной температурой воздуха составляет 182 дня, безморозный период — 186 суток.
Черусти упоминаются в рассказе «Матрёнин двор» Александра Солженицына.